# Tricalysia amplexicaulis
Espèce
Tricalysia amplexicaulis Robbr. est une espèce d'arbustes de la famille des Rubiacées et du genre Tricalysia, assez rare, subendémique du Cameroun, également observée au Gabon.

## Distribution
L'espèce a été observée en un seul endroit au Gabon et sur neuf sites au Cameroun : Région du Littoral (lac Tissongo) ; Région du Centre (dont Parc de la Méfou, Réserve forestière de Makak, Song Bong, Nkolbisson près de Yaoundé) ; Région du Sud (dont Kribi, forêt marécageuse de la Kienké, île de Dipikar, Tchouto, Oveng).